# Vervezelle
Vervezelle est une commune française située dans le département des Vosges, en région Grand Est.

## Géographie

### Localisation
La commune est à 3,1 km de Bruyères, 23,7 de Saint-Dié-des-Vosges et 27,2 de Épinal.
| Brouvelieures |            | Domfaing            |
|               | Vervezelle |                     |
| Bruyères      |            | Belmont-sur-Buttant |

### Géologie et relief
La commune se compose de 122,07 hectares de territoires agricoles (63,91 %) et 68,45 hectares de forêts et milieux semi-naturels (35,84 %).
Espaces naturels :
- Deux zones naturelles d'intérêt écologique, faunistique et floristique (Znieff) :

Massif vosgien,
Le Fouyot à Brouvelieure.

### Hydrographie et les eaux souterraines
Hydrogéologie et climatologie : Système d’information pour la gestion des eaux souterraines du bassin Rhin-Meuse :
Territoire communal : Occupation du sol (Corinne Land Cover); Cours d'eau (BD Carthage),
Géologie : Carte géologique; Coupes géologiques et techniques,
 Hydrogéologie : Masses d'eau souterraine; BD Lisa; Cartes piézométriques.
La commune est située dans le bassin versant du Rhin au sein du bassin Rhin-Meuse. Elle est drainée par le ruisseau de l'Avison et le ruisseau de Maxeme,.

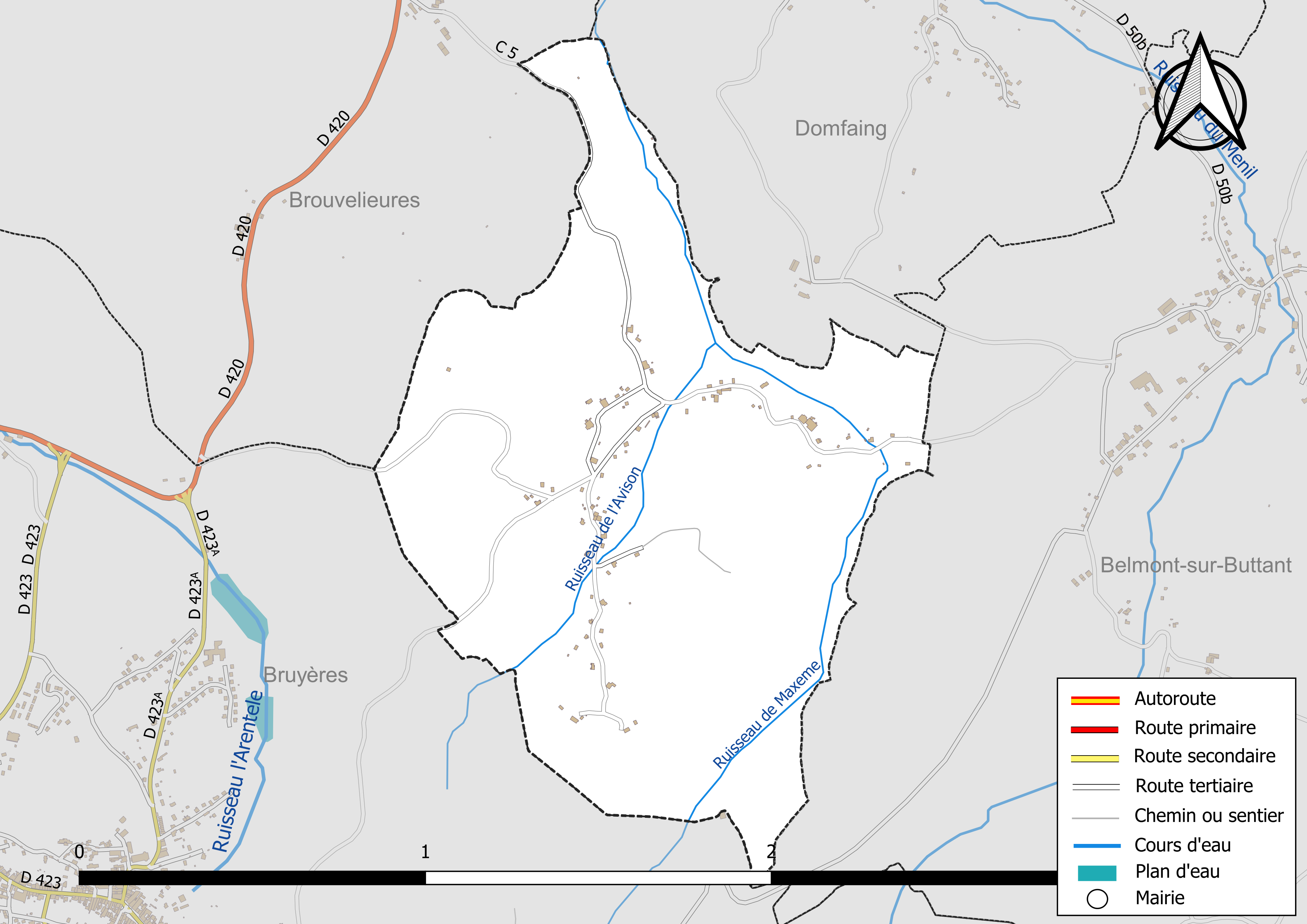
Réseaux hydrographique et routier de Vervezelle.

La qualité des cours d’eau peut être consultée sur un site dédié géré par les agences de l’eau et l’Agence française pour la biodiversité.

### Climat
Pour des articles plus généraux, voir Climat du Grand Est et Climat du département des Vosges.
En 2010, le climat de la commune est de type climat de montagne, selon une étude du Centre national de la recherche scientifique s'appuyant sur une série de données couvrant la période 1971-2000. En 2020, Météo-France publie une typologie des climats de la France métropolitaine dans laquelle la commune est exposée à un climat semi-continental et est dans la région climatique  Vosges, caractérisée par une pluviométrie très élevée (1 500 à 2 000 mm/an) en toutes saisons et un hiver rude (moins de 1 °C). 
Pour la période 1971-2000, la température annuelle moyenne est de 9,2 °C, avec une amplitude thermique annuelle de 16,9 °C. Le cumul annuel moyen de précipitations est de 1 267 mm, avec 13,3 jours de précipitations en janvier et 10,7 jours en juillet. Pour la période 1991-2020, la température moyenne annuelle observée sur la station météorologique de Météo-France la plus proche, « Le Roulier_sapc », sur la commune du Roulier à 11 km à vol d'oiseau, est de 10,2 °C et le cumul annuel moyen de précipitations est de 1 000,2 mm. 
La température maximale relevée sur cette station est de 38,1 °C, atteinte le 25 juillet 2019 ; la température minimale est de −18,3 °C, atteinte le 20 décembre 2009,,. 
Les paramètres climatiques de la commune ont été estimés pour le milieu du siècle (2041-2070) selon différents scénarios d'émission de gaz à effet de serre à partir des nouvelles projections climatiques de référence DRIAS-2020. Ils sont consultables sur un site dédié publié par Météo-France en novembre 2022.

## Urbanisme

### Typologie
Au 1er janvier 2024, Vervezelle est catégorisée commune rurale à habitat dispersé, selon la nouvelle grille communale de densité à sept niveaux définie par l'Insee en 2022.
Elle est située hors unité urbaine. Par ailleurs la commune fait partie de l'aire d'attraction de Bruyères, dont elle est une commune de la couronne,. Cette aire, qui regroupe 8 communes, est catégorisée dans les aires de moins de 50 000 habitants,.

### Occupation des sols
L'occupation des sols de la commune, telle qu'elle ressort de la base de données européenne d’occupation biophysique des sols Corine Land Cover (CLC), est marquée par l'importance des territoires agricoles (63,6 % en 2018), une proportion identique à celle de 1990 (63,6 %). La répartition détaillée en 2018 est la suivante : prairies (63,6 %), forêts (36,4 %). L'évolution de l'occupation des sols de la commune et de ses infrastructures peut être observée sur les différentes représentations cartographiques du territoire : la carte de Cassini (XVIIIe siècle), la carte d'état-major (1820-1866) et les cartes ou photos aériennes de l'IGN pour la période actuelle (1950 à aujourd'hui).

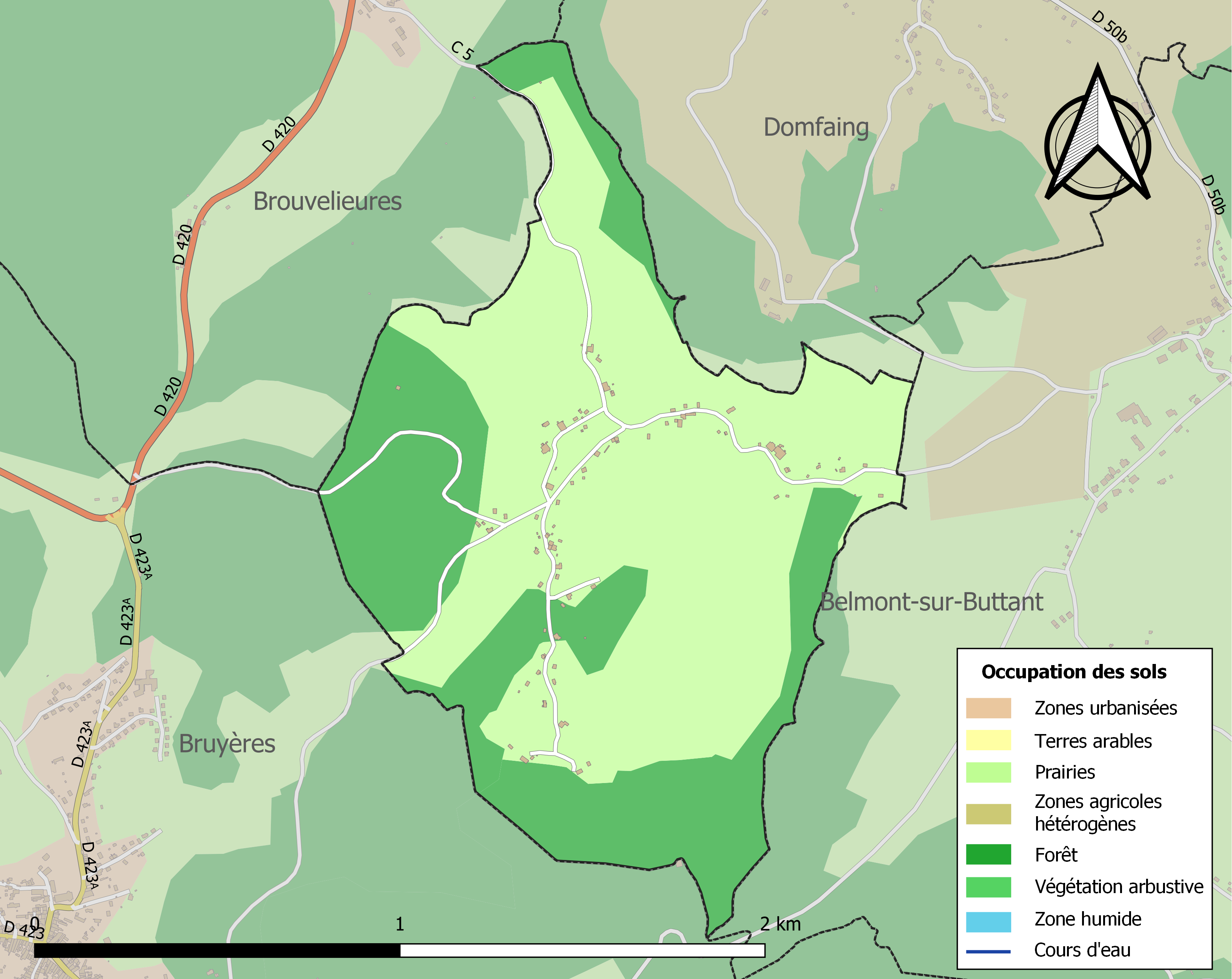
Carte des infrastructures et de l'occupation des sols de la commune en 2018 (CLC).

### Voies de communications et transports

#### Voies routières
La commune est à 1,9 km de Bouvelieures, 26,1 de Belmont-sur-Buttant et 2,4 de Bruyères.

#### Transports en commun

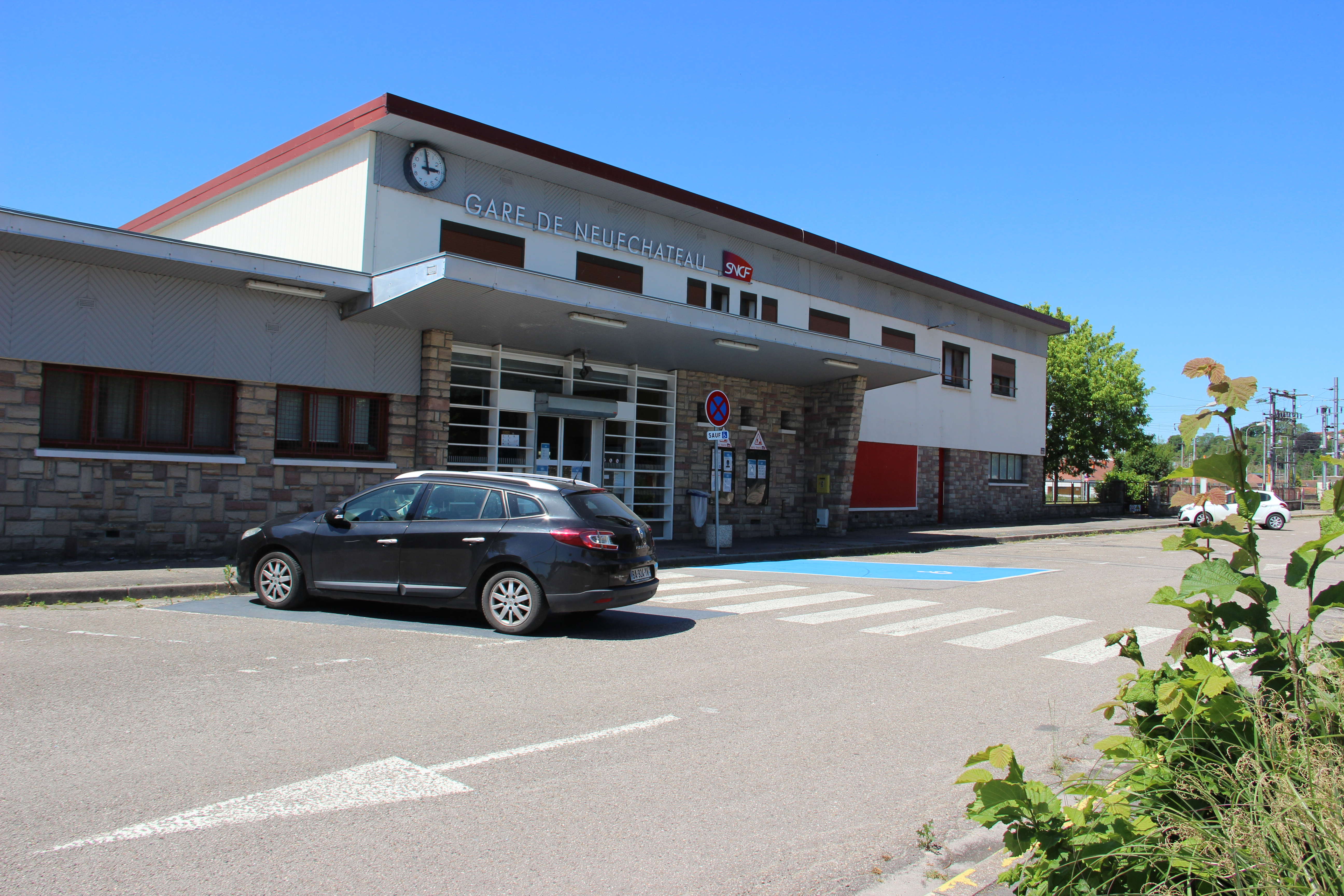
Gare Bruyères.

- Fluo Grand Est.

#### Lignes SNCF
- Gare Bruyères

#### Transports aériens
- L'Aéroport d'Épinal-Mirecourt « Vosges Aéroport ».

À partir de l'été 2021, l’aéroport d’Épinal-Mirecourt est devenu le "pélicandrome" de la Zone Est et servira ainsi de base de ravitaillement et d’intervention pour les avions bombardiers d’eau connus sous le nom de Dash 8.
- Aéroport de Colmar - Houssen.

## Population et société

### Démographie

#### Évolution démographique
L'évolution du nombre d'habitants est connue à travers les recensements de la population effectués dans la commune depuis 1793. Pour les communes de moins de 10 000 habitants, une enquête de recensement portant sur toute la population est réalisée tous les cinq ans, les populations de référence des années intermédiaires étant quant à elles estimées par interpolation ou extrapolation. Pour la commune, le premier recensement exhaustif entrant dans le cadre du nouveau dispositif a été réalisé en 2007.

En 2022, la commune comptait 117 habitants, en évolution de −10 % par rapport à 2016 (Vosges : −2,96 %, France hors Mayotte : +2,11 %).
| 1793 | 1800 | 1806 | 1821 | 1831 | 1836 | 1841 | 1846 | 1856 |
| ---- | ---- | ---- | ---- | ---- | ---- | ---- | ---- | ---- |
| 86   | 101  | 98   | 111  | 124  | 130  | 125  | 127  | 115  |

| 1861 | 1866 | 1876 | 1881 | 1886 | 1891 | 1896 | 1901 | 1906 |
| ---- | ---- | ---- | ---- | ---- | ---- | ---- | ---- | ---- |
| 137  | 135  | 121  | 115  | 98   | 98   | 93   | 108  | 110  |

| 1911 | 1921 | 1926 | 1931 | 1936 | 1946 | 1954 | 1962 | 1968 |
| ---- | ---- | ---- | ---- | ---- | ---- | ---- | ---- | ---- |
| 94   | 101  | 90   | 88   | 88   | 59   | 72   | 71   | 64   |

| 1975 | 1982 | 1990 | 1999 | 2006 | 2007 | 2012 | 2017 | 2022 |
| ---- | ---- | ---- | ---- | ---- | ---- | ---- | ---- | ---- |
| 96   | 109  | 128  | 124  | 144  | 147  | 132  | 132  | 117  |

### Enseignement
Établissements d'enseignements :
- Écoles maternelles et primaires à Domfaing, Brouvelieures, Bruyères ;
- Collège à Bruyères ;
- Lycée à Bruyères.

### Cultes
- Culte catholique, Paroisse "Notre-Dame-du-Pays-de-l'Avison"[26], Diocèse de Saint-Dié.

## Politique et administration

### Découpage territorial
Par arrêté préfectoral du 15 septembre 2023, la commune est retirée le 1er janvier 2024 de l'arrondissement d'Épinal et rattachée à l'arrondissement de Saint-Dié-des-Vosges.

### Liste des maires
| Période                                  | Période  | Identité        | Étiquette | Qualité                   |
| ---------------------------------------- | -------- | --------------- | --------- | ------------------------- |
| Les données manquantes sont à compléter. |          |                 |           |                           |
|                                          |          | Jean Villaume   |           |                           |
| Les données manquantes sont à compléter. |          |                 |           |                           |
| 1993                                     | mai 2020 | Étienne Robert  |           | Responsable de production |
| mai 2020                                 | En cours | Didier Verpoest |           | Cadre                     |

### Budget et fiscalité 2023
En 2023, le budget de la commune était constitué ainsi :
- total des produits de fonctionnement : 107 000 €, soit 785 € par habitant ;
- total des charges de fonctionnement : 93 000 €, soit 683 € par habitant ;
- total des ressources d'investissement : 4 000 €, soit 29 € par habitant ;
- total des emplois d'investissement : 39 000 €, soit 285 € par habitant ;
- endettement : 0 €, soit 0 € par habitant.

Avec les taux de fiscalité suivants :
- taxe d'habitation : 15,77 % ;
- taxe foncière sur les propriétés bâties : 33,99 % ;
- taxe foncière sur les propriétés non bâties : 15,60 % ;
- taxe additionnelle à la taxe foncière sur les propriétés non bâties : 0,00 % ;
- cotisation foncière des entreprises : 0,00 %.

Chiffres clés Revenus et pauvreté des ménages en 2021 : médiane en 2021 du revenu disponible, par unité de consommation : 25 980 €.

## Économie

### Entreprises et commerces

#### Agriculture
- Élevage de vaches laitières.
- Élevage de chevaux et d'autres équidés.
- Sylviculture et autres activités forestières.
- Élevage d'autres animaux.

#### Tourisme
- Hébergements et restauration à Bruyères, Belmont-sur-Buttant, Champ-le-Duc, La Chapelle-devant-Bruyères.
- Chambres d'hôtes à Laveline-devant-Bruyères, Lépanges-sur-Vologne, Bruyères, Brouvelieures, Laval-sur-Vologne[30].

#### Commerces
- Commerces et services de proximité[31].

## Culture locale et patrimoine

### Lieux et monuments

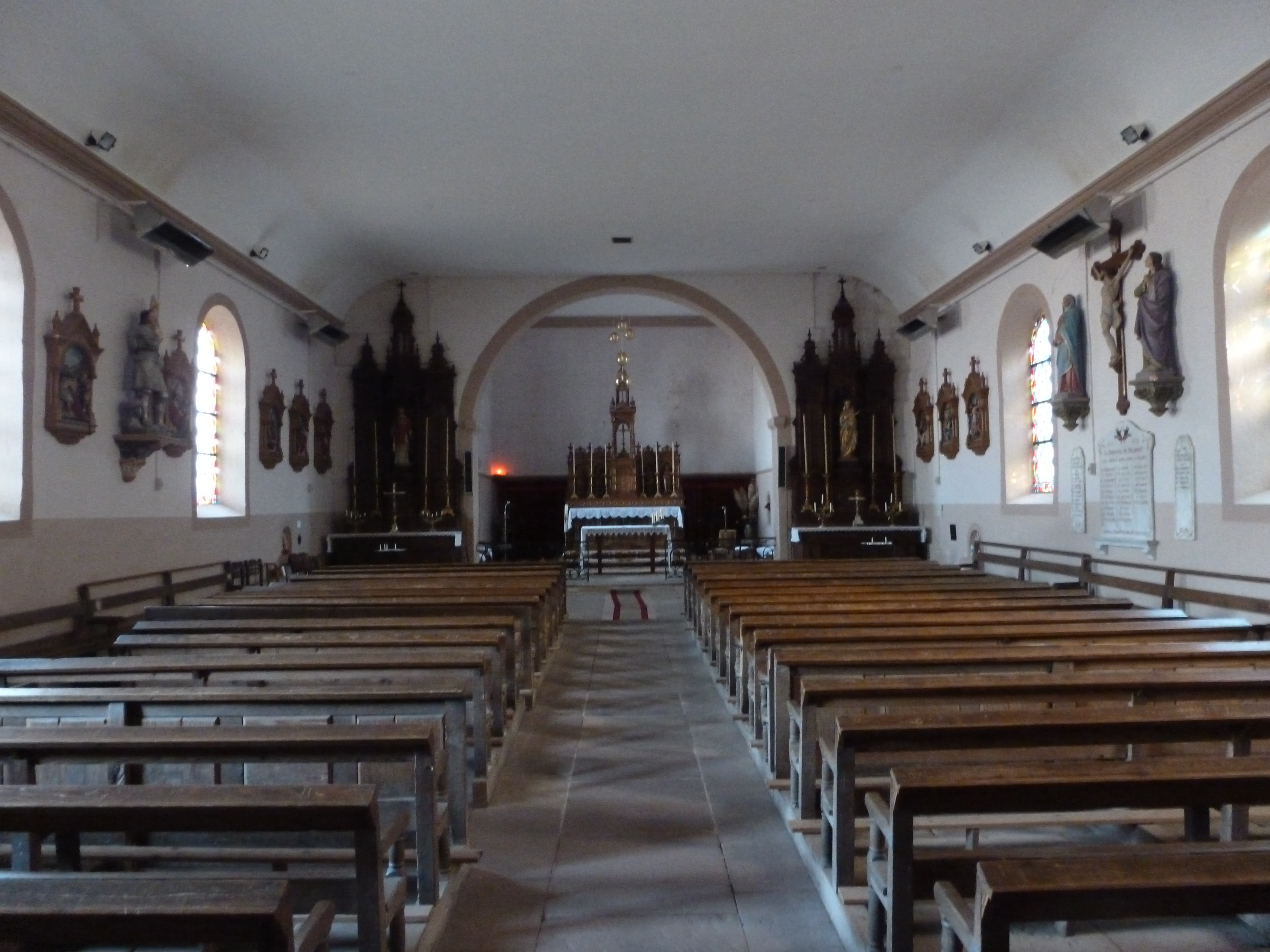
Intérieur de l'église Saint-Laurent du Haut-de-Belmont.

- Église Saint-Laurent du Haut de Belmont, partagée entre les villages de Domfaing, Belmont-sur-Buttant et Vervezelle.
- Inventaire du patrimoine rural réalisé par le service régional de l'Inventaire général du patrimoine culturel : Fermes [32].
- Plaque mémorielle 1939-1945 sur la façade de la mairie[33], rendant hommage au Sergent René P. Deltieure, 3e division d'infanterie (États-Unis)[34],[35].
- Croix route de Belmont[36].
- Plaque 1914-1918 dans l'église de Domfaing (pour Belmont-sur-Buttant, Domfaing et Vervezelle)[37],[38].
- Cimetière commun Belmont-Domfaing-Vervezelle.

### Personnalités liées à la commune
- Sergent René P. Deltieure, 3e division d'infanterie (États-Unis)[39].
- Marie-Louis-Gonzague Villaume, né le 15 février 1858 à Vervezelle, missionnaire en Cochinchine orientale, mort le 6 septembre 1900[40].
- Médaillé de Sainte-Hélène : Jean Antoine Ferry[41].

## Pour approfondir